# Massy (Saône-et-Loire)
Massy korábbi község (település) Franciaországban, Saône-et-Loire megyében. 2017. január 1-jén Donzy-le-National, La Vineuse és Vitry-lès-Cluny  községgel egyesült és La Vineuse sur Fregande új község része lett.
Lakosainak száma 67 fő (2018. január 1.). Massy Salornay-sur-Guye, Flagy, La Vineuse és Vitry-lès-Cluny községekkel határos.

## Népesség
A település népességének változása:
| Lakosok száma | 65   | 65   | 67   | 67   |
|               | 2013 | 2015 | 2017 | 2018 |